# Dichorisandra thyrsiflora
Dichorisandra thyrsiflora és una espècie de planta tropical, que recorda al gingebre (Zingiber officinale) en hàbits i creixement, però és de fet una parent de Tradescantia pallida.

## Distribució geogràfica
És nativa dels boscos tropicals de Nord, Centre i Sud-amèrica, especialment en la Mata Atlàntica de Brasil.

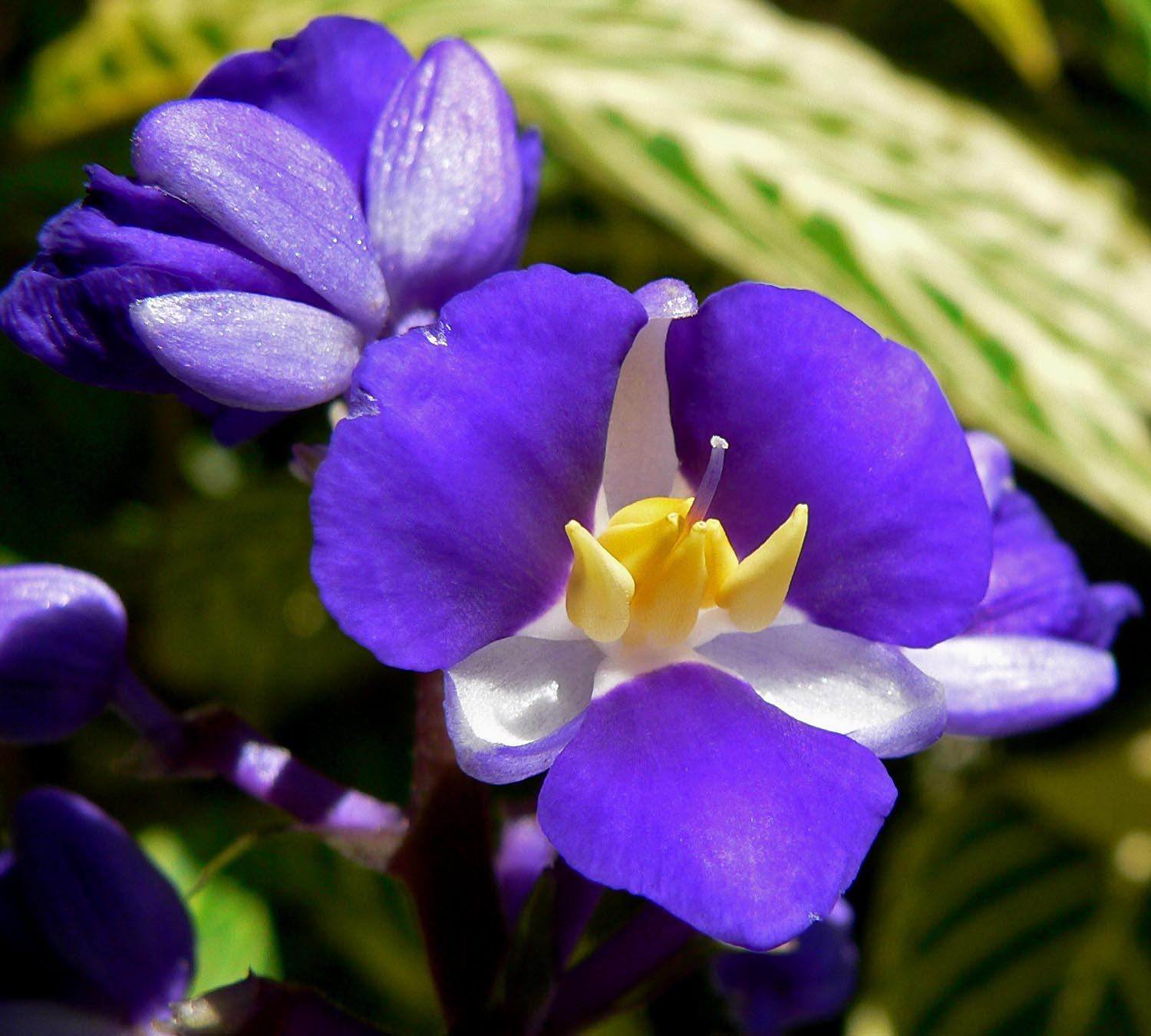
Detall de la flor

## Descripció
Planta herbàcia rizomatosa, de tiges erectes, poc o gens ramificades, glabrosa, que pot arribar fins a 1,5 - 2 m d'alçada.
Es conrea per les seves cridaneres flors blaves, que són monosimétriques de 3-sèpals, 3-pètals, 6-estams.

## Ús medicinal
- Emol·lient, diurética, anti-reumática

## Taxonomia
Dichorisandra thyrsiflora va ser descrita per Johann Christian Mikan i publicat a Delectus Florae et Faunae Brasiliensis, t. 3. 1820.
Etimologia
Dichorisandra:nom genèric que deriva de les paraules gregues: 'dis' = dos, 'chori' = separat i 'andros' = antera, en referència a la disposició dels estams a les flors (4 curts i 2 llargs).
thyrsiflora: epítet llatí que significa 'flors en tirs'
Sinonímia

- Stickmannia thyrsiflora (J.C.Mikan) Kuntze[3][4]

## Nom comú
- Portuguès: cana-do-brejo, marianinha, trapoeraba, trapoeraba-blau, dicorisandra.[5]